# Reverberação

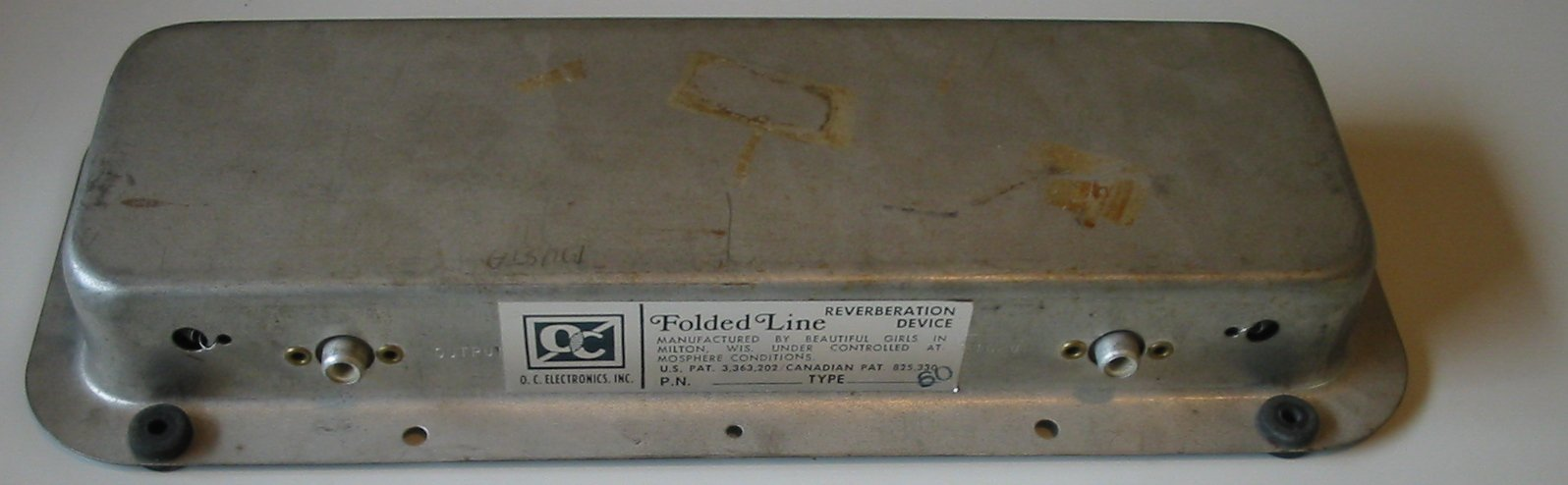
Antiga máquina utilizada para gerar reverberação

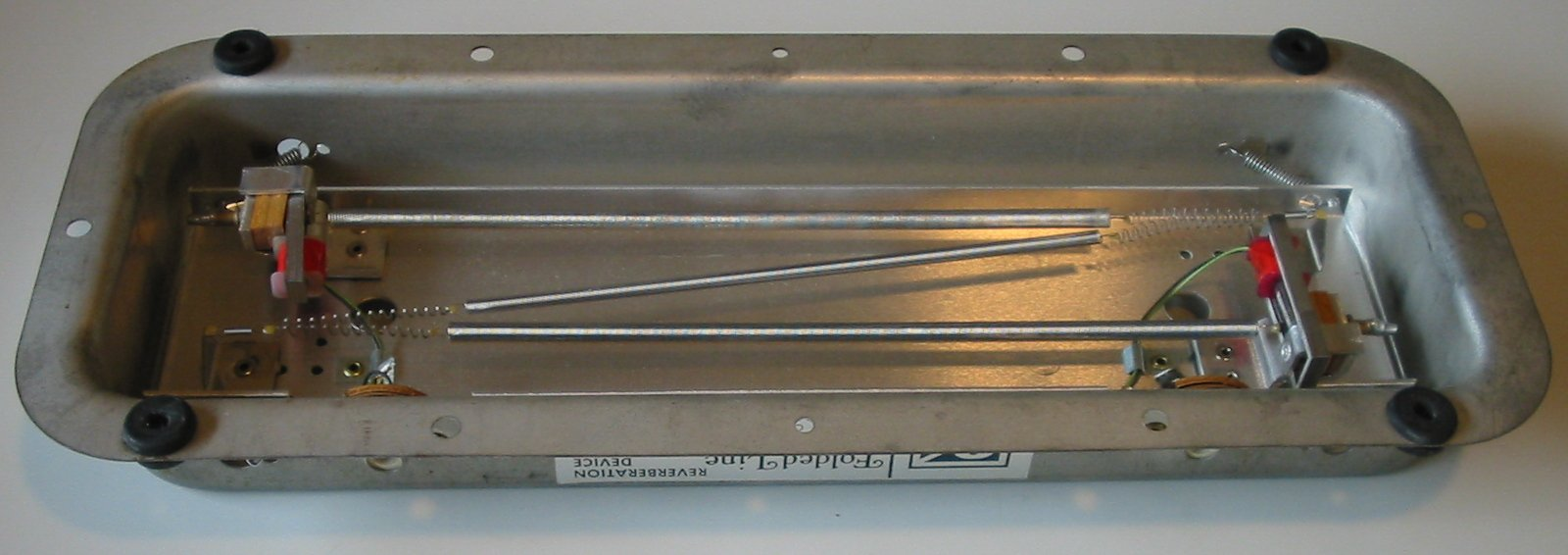
Foi amplamente utilizada em conjunto com amplificadores de guitarras

Reverberação, em psicoacústica e acústica, é um efeito gerado por ondas sonoras quando estas são refletidas de forma reiterativa. A reverberação é criada quando um som incide sobre uma ou mais superfícies refletivas, causando um grande número de reflexões, a serem somadas e reduzidas em amplitude conforme o som é absorvido pelas superfícies dos objetos no espaço - o que poderia incluir móveis, paredes, pessoas e o próprio ar. A reverberação pode ser mais facilmente detectada e medida quando a fonte sonora é silenciada, momento a partir do qual toda a energia sonora emitida pela fonte será absorvida. O intervalo de tempo necessário para que o som original deixe de ser notado, é chamado de tempo de reverberação.
As ondas sonoras geradas ao encontro de superfícies capazes de refleti-las, são consideradas reverberação dentro, por exemplo, de uma sala fechada, em condição de temperatura ambiente (25°C), a uma distância máxima de 17 metros entre o ponto gerador e a superfície refletiva. Acima dessa distância poderá ser percebida a presença do Eco.

## Descrição
Ao acionar uma fonte sonora em um local fechado e não muito grande, considere a primeira onda sonora sendo propagada em todas as direções. Assim, um receptor que está nesse lugar ouvirá o mesmo som mais de uma vez devido às reflexões provocadas pelo encontro da onda com as paredes. Como a distância entre o receptor e as paredes não é tão grande, a diferença entre o tempo que a primeira onda sonora não-refletida e a refletida pelas paredes levam para chegar no receptor é menor que 1/20 s (para valores abaixo dessa diferença de tempo entre sons, o ser humano não consegue perceber que realmente existe entre eles uma pausa). Isso também acontece para as ondas sonoras emitidas logo em seguida, então, as novas ondas junto com as ondas refletidas pela parede sofrem o fenômeno da interferência construtiva, ou seja, se combinam com as anteriores de modo a tornar o som mais intenso (robusto).
A reverberação pode ajudar a compreender o que é dito por um orador em um auditório, pois as ondas percorrerão o ambiente de forma a chegar no ouvinte, compensando o atraso que teria se não existisse a reverberação. O excesso de reverberação, no entanto, pode atrapalhar o entendimento.

## Reverberação Digital
A reverberação natural é um processo acústico complexo que, apesar de toda a tecnologia eletrônica à nossa disposição, ainda não foi recriado com absoluta precisão por meios digitais. Existem unidades de reverberação que se aproximam mais do que nunca. Grandes avanços, tanto de hardware como de software, tornaram possível proporcionar uma reverberação artificial com densidade e resolução que se aproxima ao efeito natural, tentando aproximar do tipo de som limpo, para várias aplicações profissionais. Com intenção de proporcionar uma qualidade e flexibilidade de reverberação e efeitos num formato simples de usar, por exemplo, nos estúdios avançados de gravação profissional e reforço de som. A reverberação é um efeito essencial para os instrumentos musicais, gravações e reforço de som. De facto, a qualidade dos efeitos utilizados tem uma influência importante sobre a qualidade geral do som. Ela é o efeito principal na constituição de uma.

## Tempo de Reverberação
Tempo de reverberação é o tempo que transcorre, a partir do momento da emissão da onda sonora pela fonte até ela perder 60dB de seu nível sonoro, o que corresponde a uma diminuição de ordem 10^6 W/m² de intensidade sonora.
É fácil perceber que o som de uma caixa acústica parece soar diferente se for mudada de um ambiente pequeno (como um quarto pequeno) para outro ambiente de dimensões muito maiores (como um auditório). O tempo de reverberação depende do volume do ambiente, da área total externa de todos os objetos que estão presentes nele, e também do coeficiente de absorção de cada um desses objetos.
A reflexão múltipla ocorre para todas as frequências e não apenas para uma, ou seja, a mesma onda reflete-se a primeira vez, a segunda, a terceira, a quarta, etc. Como nosso ouvido não percebe dois sons subsequentes produzidos em um tempo inferior de aproximadamente 1/20 segundo, então, se essas reflexões ocorrem nesse intervalo, percebemos apenas um som contínuo que vai perdendo intensidade (com o inverso do quadrado da distância percorrida) à medida que se reflete mais vezes e é atenuado com o tempo (de reverberação). Se pelo menos uma das paredes, ou o teto, estiver a mais de 10 m do plano que se lhe opõe, e for emitida uma onda sonora em direção perpendicular a esse plano, será ouvido o eco, pois, assim, o tempo para o som percorrer a distância de ida e volta será de 1/20 s, considerando a velocidade da onda sonora no ar v=340 m/s.

O tempo de reverberação ocorre graças ao fato de que as ondas sonoras tem uma propagação lenta se comparada com a da luz. O som se propaga a aproximadamente 340 metros por segundo, e quando essas ondas são emitidas em ambiente aberto, ou seja, sem nenhum local para reflexão, o que se pode ouvir é apenas o som "cru", com tempo de reverberação de 0 s, porém, quando as mesmas ondas se deparam com superfícies refletoras, (o som em um ambiente aberto se propaga em todas direções) as ondas diretas chegam ao ouvinte, mas as outras ondas "reverberadas" chegam ao seu ouvido depois, já que foram refletidas por outras superfícies.

## Equação deSabine
A equação de Sabine tenta prever o tempo de reverberação. Ela depende do volume da sala ou caixa acústica, da sua área, e do coeficiente de absorção dos materiais que a compõem. Sendo assim, temos a seguinte expressão para o tempo de reverberação {\textstyle {\scriptstyle {T}}}:
{\displaystyle T=0,164\cdot {\frac {V}{S\cdot {\bar {\alpha }}+4mV}}}
em que:
{\textstyle {\scriptstyle {\bar {\alpha }}}} é o coeficiente de absorção médio dos materiais;
{\textstyle {\scriptstyle {V}}} é o volume do ambiente;
{\textstyle {\scriptstyle {S}}} é a área externa total de todos os objetos do local;
0.164 é uma constante encontrada experimentalmente por Sabine para tornar o cálculo mais preciso e
{\textstyle {\scriptstyle {m}}} é o coeficiente de absorção de energia da onda sonora pelo ar.
Apesar da fórmula ser um tanto simples, um local pode ter vários tipos diferentes de materiais, cada um com um coeficiente de absorção diferente. Assim, antes de fazer os cálculos, é importante pesquisar sobre os materiais que se encontram no local onde se deseja fazer o cálculo de Sabine.

## Equação deEyring
Eyring descobriu que a equação de Sabine não é precisa para ambientes nos quais seu α médio > 0.2. Ele revisou a teoria de Sabine e deduziu uma nova forma para a equação de T:
{\displaystyle T=0,164\cdot {\frac {V}{-S\cdot {\text{ln}}(1-{\bar {\alpha }})+4mV}}}
Eyring assume que a onda sonora emitida por uma fonte em uma sala é sucessivamente refletida pelos objetos presentes nela, os quais apresentam um coeficiente de absorção médio α médio. Cada vez que uma onda atinge um dos objetos, uma fração (α médio) da energia é absorvida, e outra fração (1 - α médio) é refletida. Quando o α médio é maior que 0.2, a Fórmula de Sabine deixa de prever com precisão o Tempo de Reverberação e, assim, pode-se usar a Fórmula de Eyring para tornar o cálculo mais coerente com a realidade.